# Triplano
Triplano - é uma aeronave com uma configuração de asas de tal modo que há três superfícies de sustentação verticalmente paralelas (uma sobre a outra). Esta configuração visava grande manobrabilidade por possuir asas mais curtas e, com menor momentum angular no sentido longitudinal. Por outro lado, os três conjuntos de asas impediam que o avião alcançasse velocidades mais altas, mesmo com motores potentes, representando baixa eficiência. Foi uma configuração predominantemente usada durante a Primeira Guerra Mundial, mas caiu em desuso por não apresentar grandes vantagens em relação aos biplanos, que possuiam menor arrasto aerodinâmico, por terem menos conjuntos de asas.

## Escalonamento
É o modo como as asas biplanas e triplanas são montadas em relação ao comprimento da fuselagem. Podem ser:
- Sem escalonamento: As asas são montada uma acima da outra sem diferença de posição.
- Escalonamento ascendente: As asas são montadas com diferença em relação ao comprimento da fuselagem sendo a superior ligeiramente à frente em relação a vertical da de baixo. Como em uma escada quando se está subindo.
- Escalonamento descendente: Ao contrário da ascendente estas são montadas com a asa superior afastando se para trás do comprimento da fuselagem. Como em uma escada quando se está descendo.

| Biplano sem escalonamento | Escalonamento ascendente |
| Escalonamento descendente |                          |

## Exemplo de layout
| Triplano |

## Imagens de exemplo

Triplanos
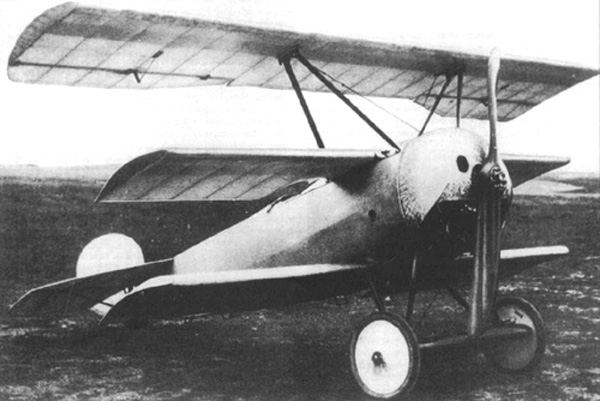
Fokker Dr.I exemplo de triplano com escalonamento ascendente.
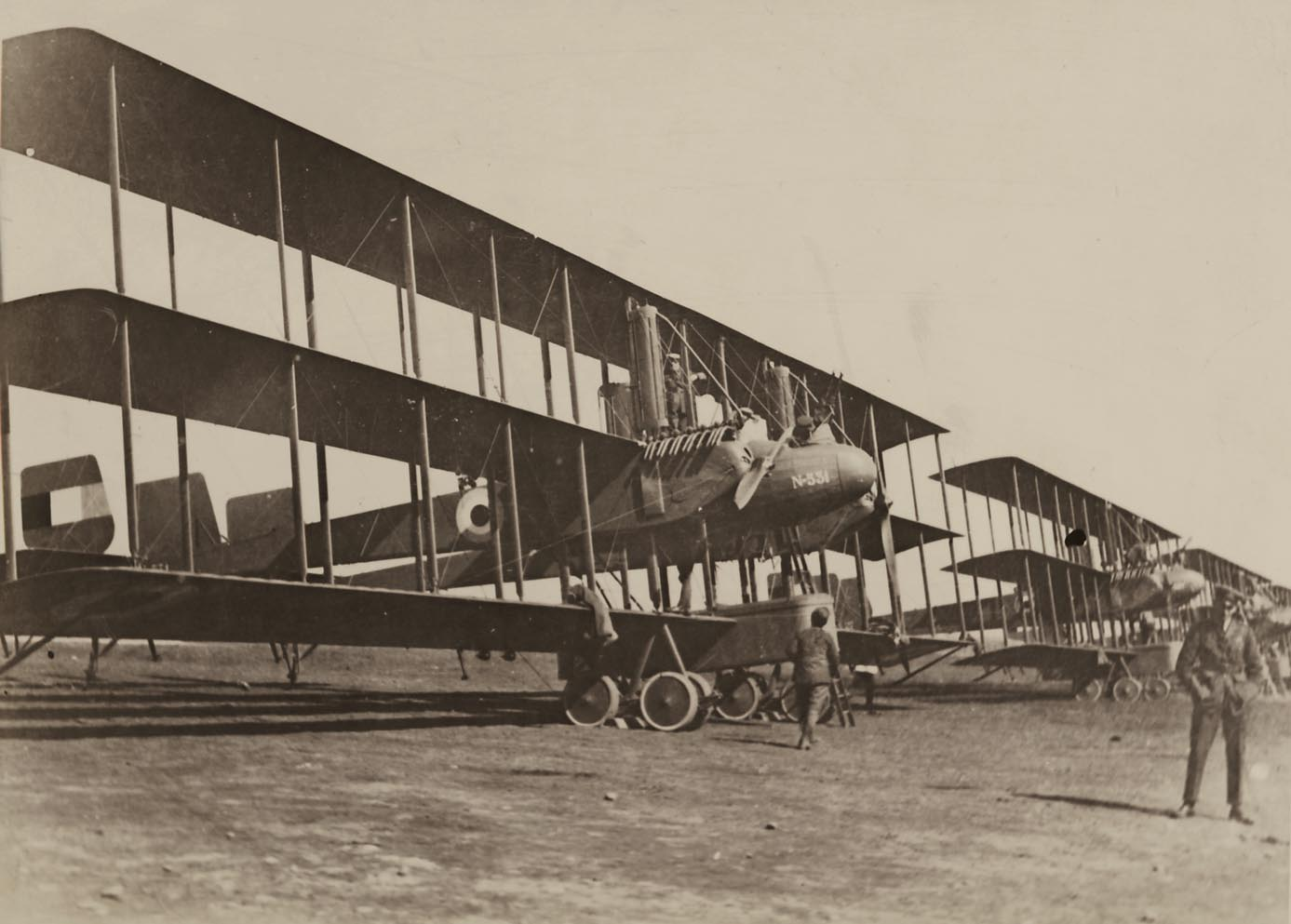
Caproni Ca.4 exemplo de triplano sem escalonamento.
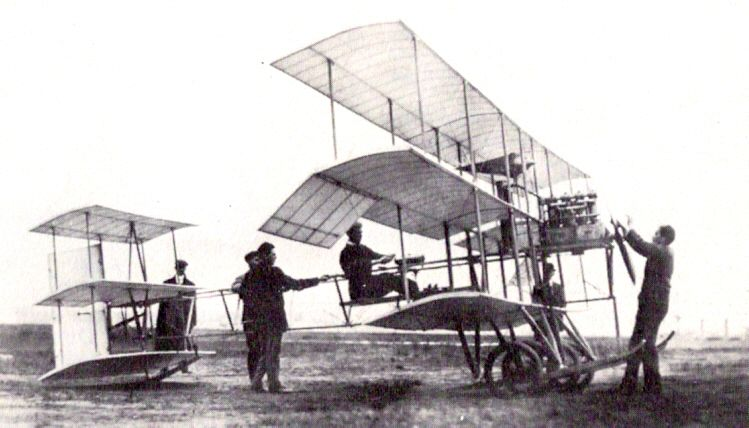
Roe III Triplane exemplo de triplano sem escalonamento.
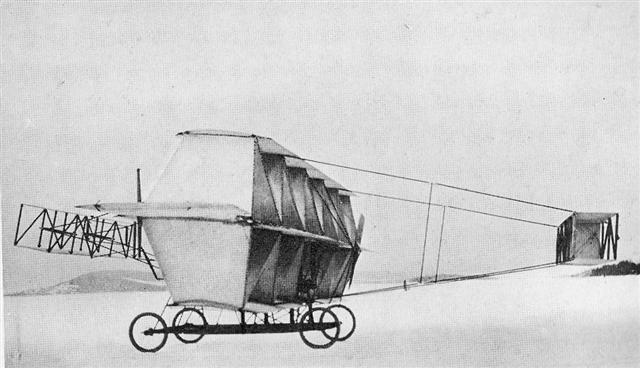
Bell Oionus I exemplo de triplano sem escalonamento.